# USS Thomas G. Kelley (DDG-140)
El USS Thomas G. Kelley (DDG-140) será el 90º destructor de la clase Arleigh Burke (Tramo III) de la Armada de los Estados Unidos. Llevará el nombre de Thomas G. Kelley, excapitán de la Marina de los Estados Unidos y ganador de la Medalla de Honor como teniente comandante durante la guerra de Vietnam. Fue nombrada oficialmente por el Secretario de Marina Carlos del Toro en el simposio anual de la Asociación de la Marina de Superficie el 11 de enero de 2023.